# Pardosa dentitegulum
Pardosa dentitegulum là một loài nhện trong họ Lycosidae.
Loài này thuộc chi Pardosa. Pardosa dentitegulum được Chang-Min Yin et al miêu tả năm 1997..